# Jean-Claude Piumi
Jean-Claude Piumi (ur. 27 maja 1940 w Giraumont, zm. 24 marca 1996 w Fréjus) – francuski piłkarz występujący podczas kariery zawodniczej na pozycji obrońcy. Uczestnik mistrzostw świata w 1966 roku.
Wychowanek klubu AS Giraumont, ze swojego rodzinnego miasta. W latach 1959–1970 zawodnik Valenciennes FC. Następnie w latach 1970–1972 występował w AS Monaco.